# Parques nacionales de Gabón

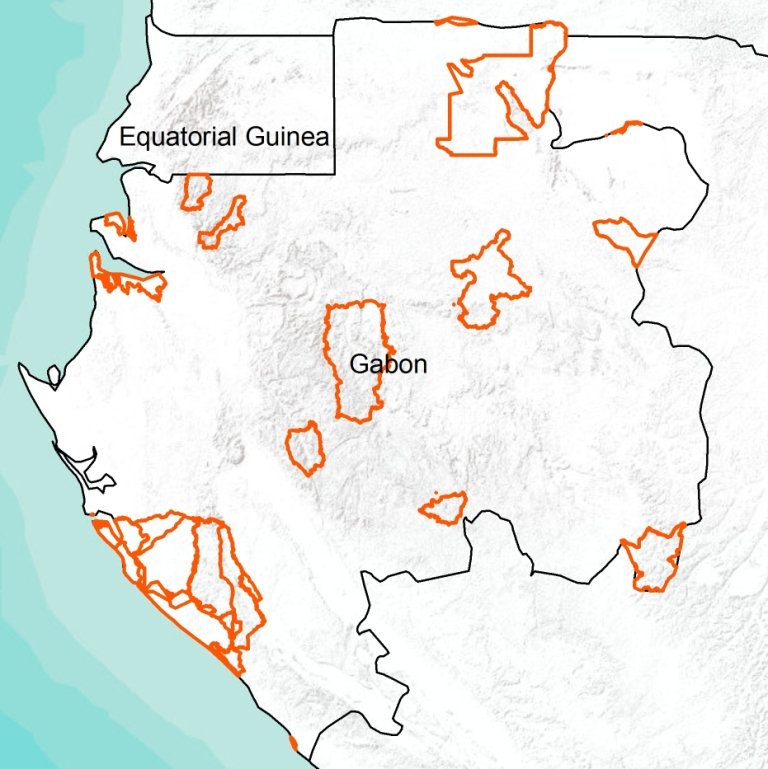
Parques nacionales de Gabón.

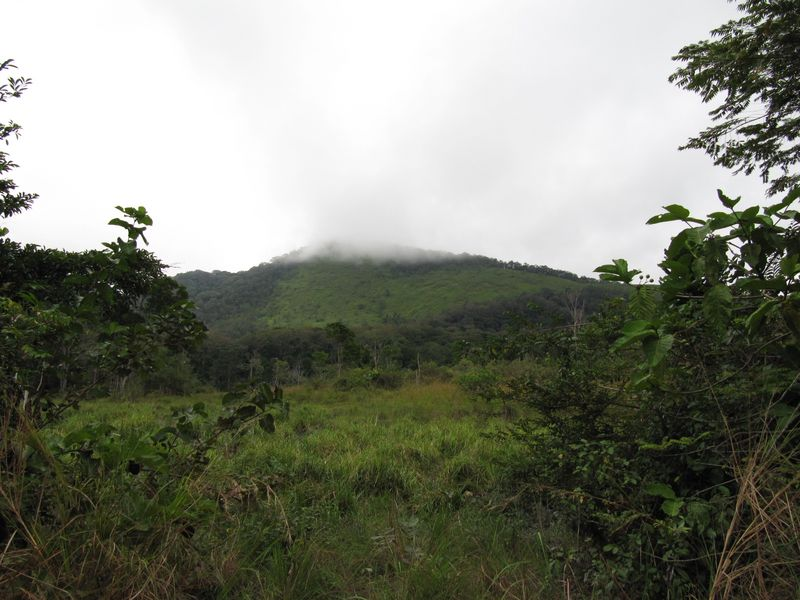
Parque nacional de Lopé.

En Gabón existen en total 13 parques nacionales, todos creados en 2002 cuando el Presidente Omar Bongo estableció la Agencia Nacional de Parques nacionales (en francés: Agence Nationale des Parcs Nationaux, ANPN). Los parques nacionales cubren un 10% del área total del país.

## Parques nacionales
| Nombre                                   | Área     |
| ---------------------------------------- | -------- |
| Parque nacional de Akanda                | 540 km²  |
| Parque nacional de Birougou              | 690 km²  |
| Parque nacional de Ivindo                | 3000 km² |
| Parque nacional de Loango                | 1550 km² |
| Parque nacional de Lopé                  | 4910 km² |
| Parque nacional de las Mesetas Batéké    | 2034 km² |
| Parque nacional de los Montes de Cristal | 1200 km² |
| Parque nacional de Mayumba               | 870 km²  |
| Parque nacional de Minkébé               | 7570 km² |
| Parque nacional de Moukalaba-Doudou      | 4500 km² |
| Parque nacional de Mwagna                | 1160 km² |
| Parque nacional de Pongara               | 929 km²  |
| Parque nacional de la Waka               | 1060 km² |